# Onciale 0114
- Papyrus
- Onciale
- Minuscules
- Lectionnaire

Le Codex 0114, portant le numéro de référence 0114 (Gregory-Aland), ε 53 (Soden), est un manuscrit du Nouveau Testament sur parchemin écrit en écriture grecque onciale.

## Description
Le codex se compose de une folio. Il est écrit en deux colonnes, de 32 lignes par colonne. Les dimensions du manuscrit sont 39 x 30 cm. Les experts datent ce manuscrit du VIIIe siècle,. 
Contenu
C'est un manuscrit contenant le texte incomplet de l'Évangile selon Jean (20,4-6.8-10). 
Texte
Le texte du codex représente un texte alexandrin. Kurt Aland le classe en Catégorie II. 
Lieu de conservation
Le codex est conservé à la Bibliothèque nationale de France (Copt. 129,10, fol. 198) à Paris,.